# Bernhard Rachwalski
Bernhard Rachwalski (* 23. Dezember 1933 in Breslau; † 19. September 2023 in Bautzen) war ein deutscher römisch-katholischer Geistlicher.

## Leben und Wirken
Bernhard Rachwalski wuchs nach der Vertreibung seiner Familie aus Schlesien im Jahre 1945 in Thüringen auf. Nach dem Abitur in Stadtroda studierte er Theologie in Erfurt und wurde am 20. Dezember 1958 im Bautzener Dom von Bischof Otto Spülbeck zum Priester für das Bistum Dresden-Meißen geweiht. Nach Jahren als Kaplan in den katholischen Pfarreien in Annaberg und Leipzig-Reudnitz war er als Domvikar und Ordinariatsassessor in Bautzen tätig. 1968 wurde er Pfarrvikar in Bautzen. Von 1971 bis 1974 wirkte er als Diözesan-Erwachsenenseelsorger des Bistums Dresden-Meißen. Von 1972 bis 1993 war er Pfarrer der katholischen Pfarrei Leipzig-Reudnitz.
Auf Einberufung des Bischofs Otto Spülbeck fand von 1969 bis 1971 eine Diözesansynode zur Umsetzung der Ergebnisse des Zweiten Vatikanischen Konzils im Bistum Meißen statt, deren  „Kommission für die Vorbereitung und die ordnungsgemäße Durchführung der Diözesansynode“ Rachwalski angehörte. Er war während der Synode Mitglied der Fachkommissionen „Klerus“ sowie „Kirche und Welt“. Nach der Wende übernahm er von 1991 bis 1994 neben seiner Tätigkeit als Pfarrer das Amt des Polizeiseelsorgers für den Regierungsbezirk Leipzig.
1994 wurde Rachwalski zum Direktor der Katholischen Akademie des Bistums Dresden ernannt, 1995 erfolgte seine Berufung zum Ordinariatsrat. Von 1995 bis 1997 leitete er zugleich das Katholische Büro Sachsen, das die Verbindungsstelle der katholischen Kirche zur sächsischen Landesregierung darstellt. 1997 wurde er zum Leiter der Abteilung „Personal“ des Bischöflichen Ordinariats ernannt. Von 2001 bis 2012 war er Pfarrer der katholischen Pfarrei in Leipzig-Wiederitzsch.
Von 1975 bis zur Wende 1989/1990 unterhielt Rachwalski Kontakte zur tschechischen katholischen Untergrundkirche und unterstützte diese mit theologischer Literatur. In den Jahren 1994 bis 2001 ließ er Sprachkurse für Studenten aus Litauen in Dresden und Leipzig zur Vorbereitung von Auslandsstudien durchführen. Er setzte sich nach der Wende dafür ein, dass Theologen aus Polen im Bistum Dresden-Meißen tätig wurden und so dem Priestermangel entgegengewirkt werden konnte.
Rachwalski gehörte als Domkapitular dem Domkapitel St. Petri zu Bautzen an und trug den Titel Päpstlicher Ehrenprälat. Er verstarb am 19. September 2023 in Bautzen im Alter von 89 Jahren.